# Estación Garat
Garat es una estación de ferrocarril ubicada en la localidad de Garat del Departamento Feliciano en la Provincia de Entre Ríos, República Argentina. 

## Servicios
Se encuentra precedida por la Estación La Esmeralda y le sigue Estación San Jaime.